# Selling England by the Pound
Selling England by the Pound é o quinto álbum de estúdio da banda britânica de rock progressivo Genesis, gravado e lançado em 1973.
Sucedeu Foxtrot e foi o maior sucesso comercial da banda com Peter Gabriel, atingindo a terceira posição no Reino Unido e alcançando disco de ouro nos Estados Unidos em 1990. Foi o primeiro disco a conter um hit single (I Know What I Like) embora a banda não tenha tido esta intenção. Também marcou a primeira incursão de Tony Banks no uso de sintetizadores ao adquirir um modelo ARP Pro-Soloist.
Uma versão remasterizada foi lançada em CD em 1994 pela Virgin Records na Europa e pela Atlantic Records nos Estados Unidos e Canadá.
| Críticas profissionais                                                      | Críticas profissionais |
| Avaliações da crítica                                                       | Avaliações da crítica  |
| Fonte                                                                       | Avaliação              |
| --------------------------------------------------------------------------- | ---------------------- |
| allmusic                                                                    | [ 3 ]                  |
| Esta tabela precisa de ser acompanhada por texto em prosa. Consulte o guia. |                        |

## Faixas
Todas as canções são creditadas a Tony Banks, Phil Collins, Peter Gabriel, Steve Hackett e Mike Rutherford.
1. "Dancing with the Moonlit Knight" – 8:02
2. "I Know What I Like (In Your Wardrobe)" – 4:07
3. "Firth of Fifth" – 9:35
4. "More Fool Me" – 3:10
5. "The Battle of Epping Forest" – 11:49
6. "After the Ordeal" – 4:13
7. "The Cinema Show" – 11:06
8. "Aisle of Plenty" – 1:32

## Integrantes
- Peter Gabriel – vocal, flauta, percussão e oboé
- Steve Hackett – guitarra, violão
- Tony Banks – órgão, violão, piano, mellotron e sintetizador
- Mike Rutherford – baixo, guitarra, violão 12 cordas e cítara
- Phil Collins – bateria, percussão, backing vocal e vocal em "More Fool Me"

## Desempenho nas paradas musicais
| Ano  | Parada musical          | Posição |
| ---- | ----------------------- | ------- |
| 1974 | Billboard Álbuns de pop | 70      |

## Certificações
| País                  | Certificação | Data                |
| --------------------- | ------------ | ------------------- |
| Estados Unidos - RIAA | Ouro         | 20 de abril de 1990 |